# Polinucleotide
Un polinucleotide è un polimero costituito da più monomeri nucleotidici che formano una catena tramite legami di covalenza. Gli acidi nucleici come l'acido ribonucleico (RNA) e l' acido desossiribonucleico (DNA) sono polinucleotidi.

Nomenclatura dei principali nucleotidi.
I nucleosidi monofosfato, difosfato e trifosfato sono nucleotidi.

Se i polinucleotidi biologici hanno soprattutto un ruolo nella genetica (DNA) e nella biosintesi delle proteine (RNA), alcuni, detti ribozimi, sono anche dotati di attività catalitica come enzimi. Vengono inoltre utilizzati in cosmetica per il ringiovanimento della pelle tramite la tecnologia Polynucleotides Highly Purified Technology™ (PN‐HPT™), utilizzata, ad esempio dall'azienda farmaceutica Mastelli. I polinucleotidi sono inoltre  raccomandati per il trattamento dai pazienti affetti da artrosi.

Struttura del DNA, il polinucleotide che trasporta il genoma negli eucarioti.